# Digi Snacks
Digi Snacks è il quarto album in studio da solista del rapper statunitense RZA, pubblicato nel 2008.

## Tracce
1. Digi Snacks Intro (featuring Understanding) - 2:07
2. Long Time Coming (featuring Danny Keyz) - 4:11
3. You Can't Stop Me Now (featuring Inspectah Deck) - 4:09
4. Straight Up the Block - 3:01
5. Booby Trap (featuring Dexter Wiggles) - 3:40
6. Try Ya Ya Ya (featuring Monk & Thea Van Seijen) - 3:32
7. Good Night (featuring Rev William Burk, Crisis & Thea Van Seijen) - 5:04
8. No Regrets - 3:01
9. Money Don't Own Me (featuring Monk & Stone Mecca) - 4:52
10. Creep (featuring Black Knights, Northstar, Thea Van Seijen & Dexter Wiggles) - 4:44
11. Drama (featuring Monk & Thea Van Seijen) - 5:00
12. Up Again (featuring John Frusciante, Beretta 9, Rev William Burk, George Clinton & El DeBarge) 6:19
13. Put Your Guns Down (featuring Star) - 3:34
14. Love Is Digi/Part II (featuring Beretta 9, Crisis & Thea Van Seijen) - 2:47
15. O Day - 4:00